# رائول آدولفو پرس
رائول آدولفو پرس (اسپانیایی: Raúl Adolfo Pérez‎؛ زادهٔ ۱۱ نوامبر ۱۹۳۹) بازیکن فوتبال اهل آرژانتین بود.
از باشگاه‌هایی که در آن بازی کرده‌است می‌توان به باشگاه فوتبال بوکا جونیورز اشاره کرد.